# Perales de Tajuña
Perales de Tajuña es un municipio y localidad de España del sureste de la Comunidad de Madrid, a 41 km de Madrid. El término municipal, ubicado en la comarca de Las Vegas, tiene una población de 3207 habitantes (INE 2024).

## Geografía
El pueblo limita al norte con el municipio de Arganda del Rey y Campo Real, al este con el municipio de Tielmes, al sur con el municipio de Villarejo de Salvanés, al oeste con Morata de Tajuña y Valdelaguna y al noreste con Valdilecha.
| Noroeste: Arganda del Rey | Norte: Campo Real          | Noreste: Valdilecha            |
| Oeste: Morata de Tajuña   |                            | Este: Tielmes                  |
| Suroeste: Valdelaguna     | Sur: Villarejo de Salvanés | Sureste: Villarejo de Salvanés |

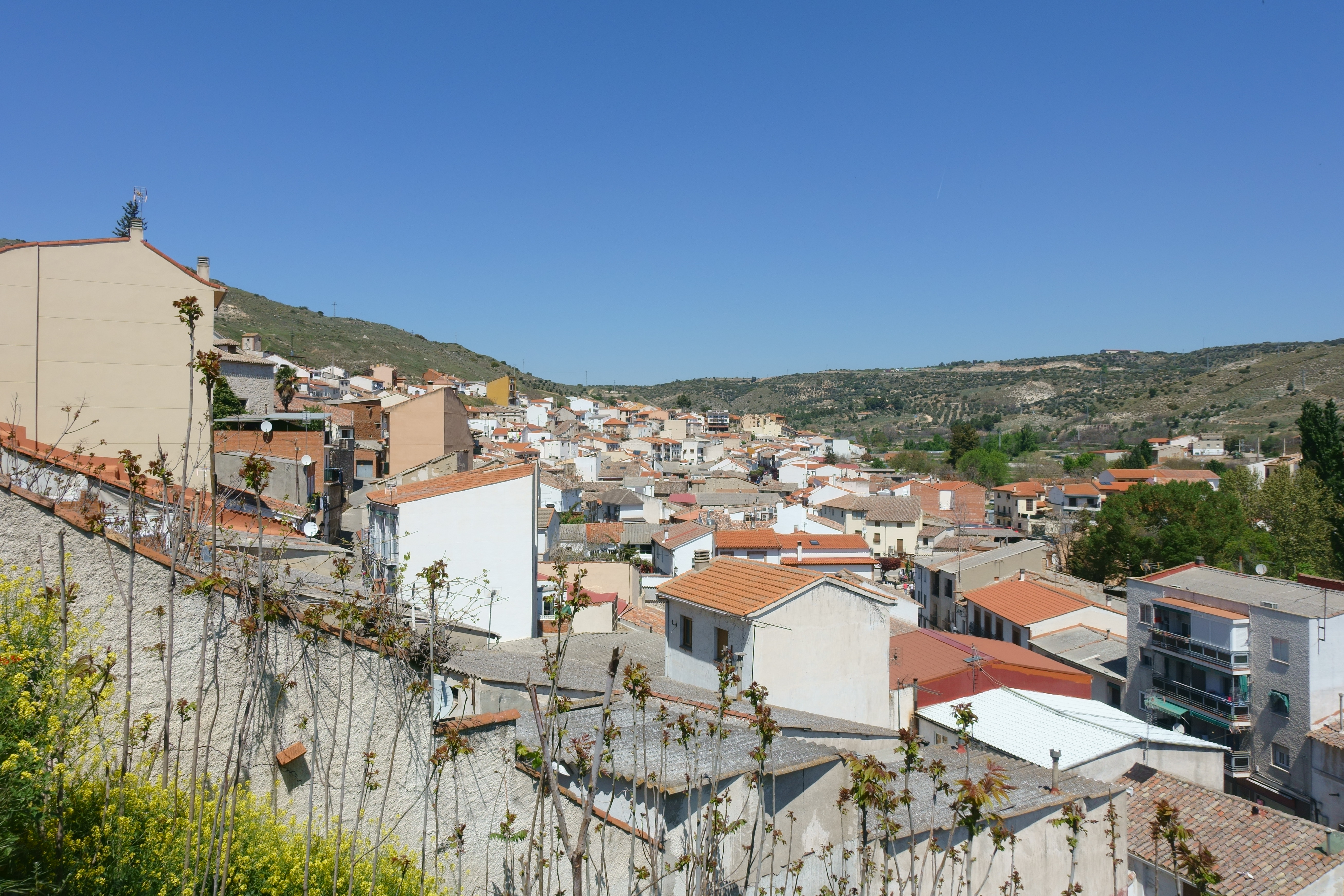
Vista general

El municipio tiene una superficie  de 48,92 km² con una población de 2990 habitantes (INE, 2020) y una densidad de 55,97 hab./km².

## Historia
Entre el 25 de marzo de 1190 y 1214, formaría parte del Sexmo de Tajuña, perteneciente a la Comunidad de Ciudad y Tierra de Segovia, en 1214 pasaría a la silla del Arzobispado de Toledo.
El lugar, tuvo antaño un castillo, del que apenas quedan restos de un torreón. La iglesia parroquial está dedicada a Santa María del Castillo, a la que se dedican actividades festivas en mayo y agosto. Se han encontrado en el entorno vestigios de anteriores poblamientos. Es destacable el conjunto de cuevas del neolítico, ubicadas en la orilla de la carretera que conduce desde el lugar a Tielmes. Por delante de las cuevas pasaba un antiguo tren: el ferrocarril del Tajuña que pretendía llegar de Madrid a Aragón pero que nunca pasó de La Alcarria. Fue abierto en 1901, con el trayecto de Madrid a Alocén, junto al Tajo, 140 kilómetros. Desde cerca de Perales salía un ramal hacia Chinchón. Al lado de la vía del ferrocarril y la carretera, entre Perales y Tielmes, se encuentra el Risco de la Cuevas, donde se pueden ver numerosas cuevas —unas cincuenta— horadadas en un risco de marga yesera por los hombres del neolítico. En época de la República fueron declaradas de interés turístico nacional, pero en la actualidad están abandonadas y mal conservadas. En el entorno se han hallado numerosos restos arqueológicos de distintas culturas.
La zona es fértil, regada por las aguas del Tajuña, y famosa —como indica el nombre del lugar— por la producción de peras. También existen otras producciones agrarias como la aceituna gestionada por la cooperativa La Peraleña. Hoy, sin embargo, la actividad se desarrolla principalmente en torno al sector servicios y se trata de renovar el interés y explotación de sus tierras fértiles con iniciativas como Agrolab. El pueblo, de casas encaladas situadas en las laderas del valle sobre el que se encuentra, es propicio para el paseo y se puede hacer senderismo por la vieja ruta ferroviaria. Hay varios establecimientos de restauración.
Son importantes los yacimientos de la Edad de los Metales, paraje de tres hectáreas sobre terraza izquierda del río, con fondo de cabañas de cultura campaniforme con abundante cerámica, industria lítica, crisoles y restos de minerales de cobre y puntas de flecha metálicas y otro importante yacimiento situado en terraza izquierda frente a la actual población con fondos de cabaña desde el campaniforme hasta época celtibérica, con restos de fíbulas y cerámica. 
Como principal referencia de ellas, el yacimiento del Risco de las Cuevas de difícil datación, formado originalmente por 60 cuevas horadadas en el escarpe yesífero con vistas hacia la vega formada por el río Tajuña, el Tagonius de los romanos, a dos kilómetros de la población.
Hacia mediados del siglo XIX, la villa tenía contabilizada una población de 1524 habitantes. Aparece descrita en el decimosegundo volumen del Diccionario geográfico-estadístico-histórico de España y sus posesiones de Ultramar de Pascual Madoz de la siguiente manera:

PERALES DE TAJUÑA: v. con ayunt. de la prov. y aud. terr. de Madrid (6 leg.), part. jud. de Chinchon (2), c. g. de Castilla la Nueva, dióc. de Toledo (12): sit. en un delicioso valle, regado en toda su estension por el r. Tajuña, en la falda de un gran cerro y sobre la carretera de Madrid á Valencia; la combaten con mas frecuencia los vientos N., y su clima es propenso á tercianas. Tiene 200 casas de buena fáb., la del ayunt., cárcel, 4 posadas, un hospital con 2 camas, en cuyo piso bajo se albergan los mendicantes transeuntes, un pequeño teatro, escuela de primeras letras para niños á la que concurren 80, otra de niñas asistida por 30; 2 fuentes muy abundantes, varios pozos de aguas dulces que facilitan la necesaria para el uso de los vec. y una igl. parr. (Ntra. Sra. del Castillo) con curato de térm. y provision en concurso: en los afueras de la pobl. se encuentran los restos de un cast. que pertenecia al arz. de Toledo, y el cementerio que no perjudica á la salud pública. Confina el térm. N. Arganda del Rey; E. Tielmes; S. Villarejo de Salvanés, y O. Morata: se estiende 3/4 de leg. de N. á S., y 3/4 de E. á O., y comprende un cas. con su huerta, varias vegas medianamente regadas, 800 fan. de viñedo, y 400 de olivares, algunas deh. de yerba y un monte de leñas bajas, propio del conde de Altamira; el citado r. Tajuña atraviesa el térm., sobre el cual y en la carretera bay un puente de piedra. El terreno es de regular calidad, y participa de llanos y cerros muy pedregosos, que forman cord. y barrancos. caminos: los que dirigen á los pueblos limítrofes, y la citada carretera de Madrid á Valencia que pasa por el centro del pueblo. El correo se recibe en su estafeta; hay casa de postas con 6 caballos por lo comun. prod.: trigo, cebada, centeno, vino, cáñamo, lino, patatas, hortalizas y legumbres; mantiene ganado lanar y vacuno; cria caza menor, y pesca de barbos y anguilas. ind.: la agrícola, 2 molinos de aceite, varios harineros; algunos telares de cáñamo y hacer soguilla curtida. pobl.: 315 vec., 1,524 alm. cap. prod.: 5.904,343 rs. imp.: 153,730. contr.: segun el cálculo general y oficial de la prov., 9'65 por 100.
(Madoz, 1849, p. 802)

## Demografía
Cuenta con una población de 3207 habitantes (INE 2024).

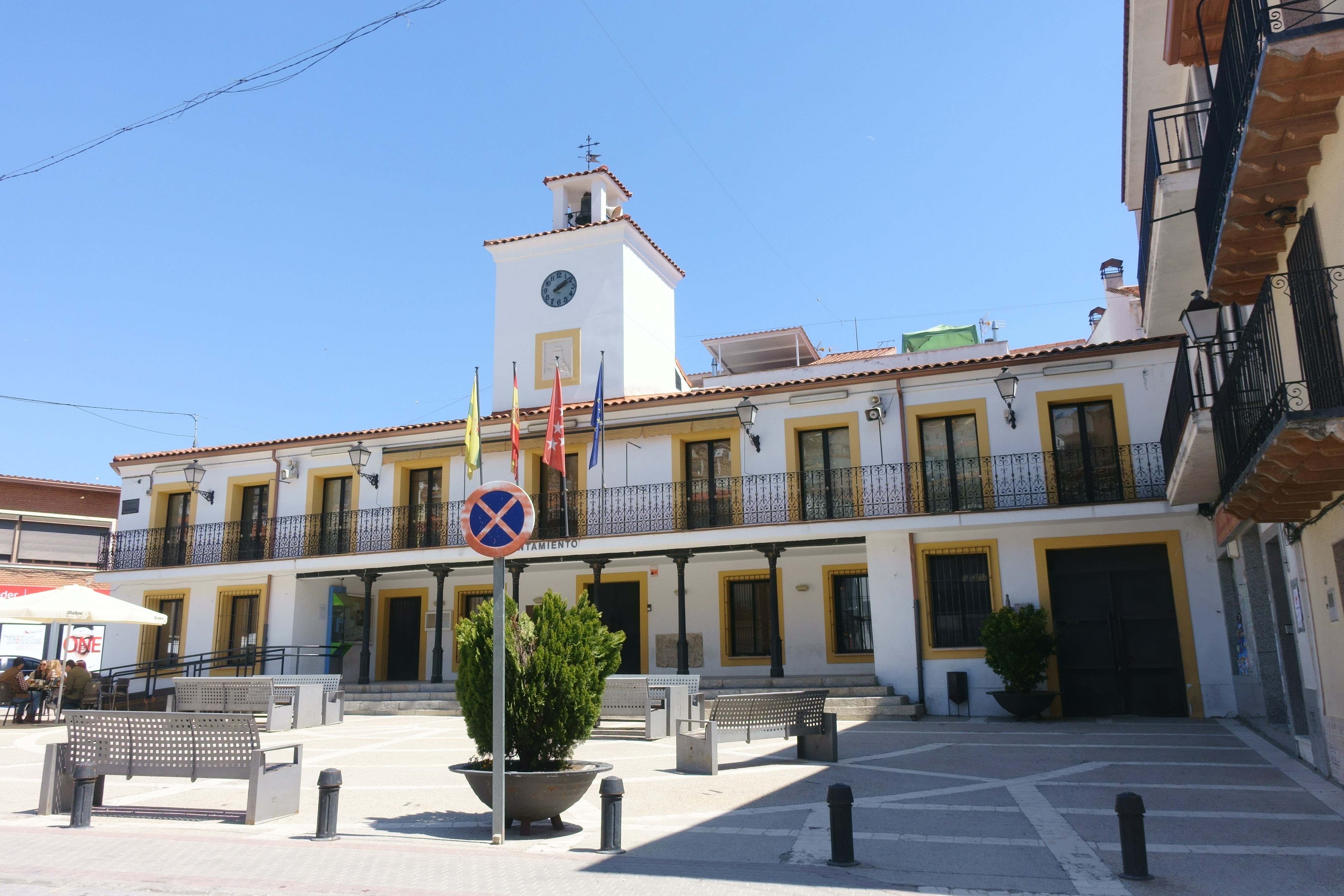
Casa consistorial

| Gráfica de evolución demográfica de Perales de Tajuña entre 1842 y 2021                                               |
| |
| Población de derecho según los censos de población del INE. Población de hecho según los censos de población del INE. |

## Transporte público

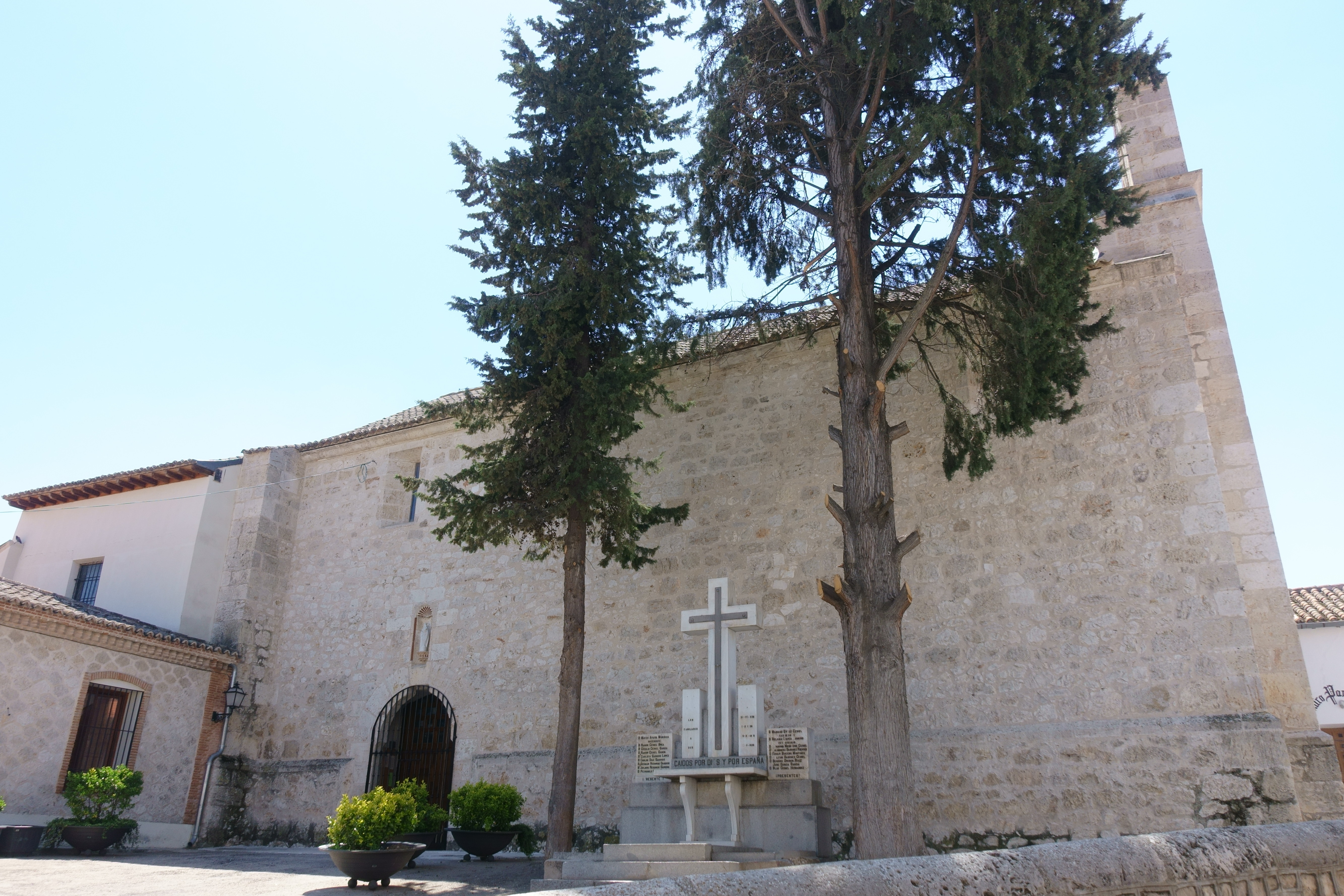
Iglesia de Santa María del Castillo

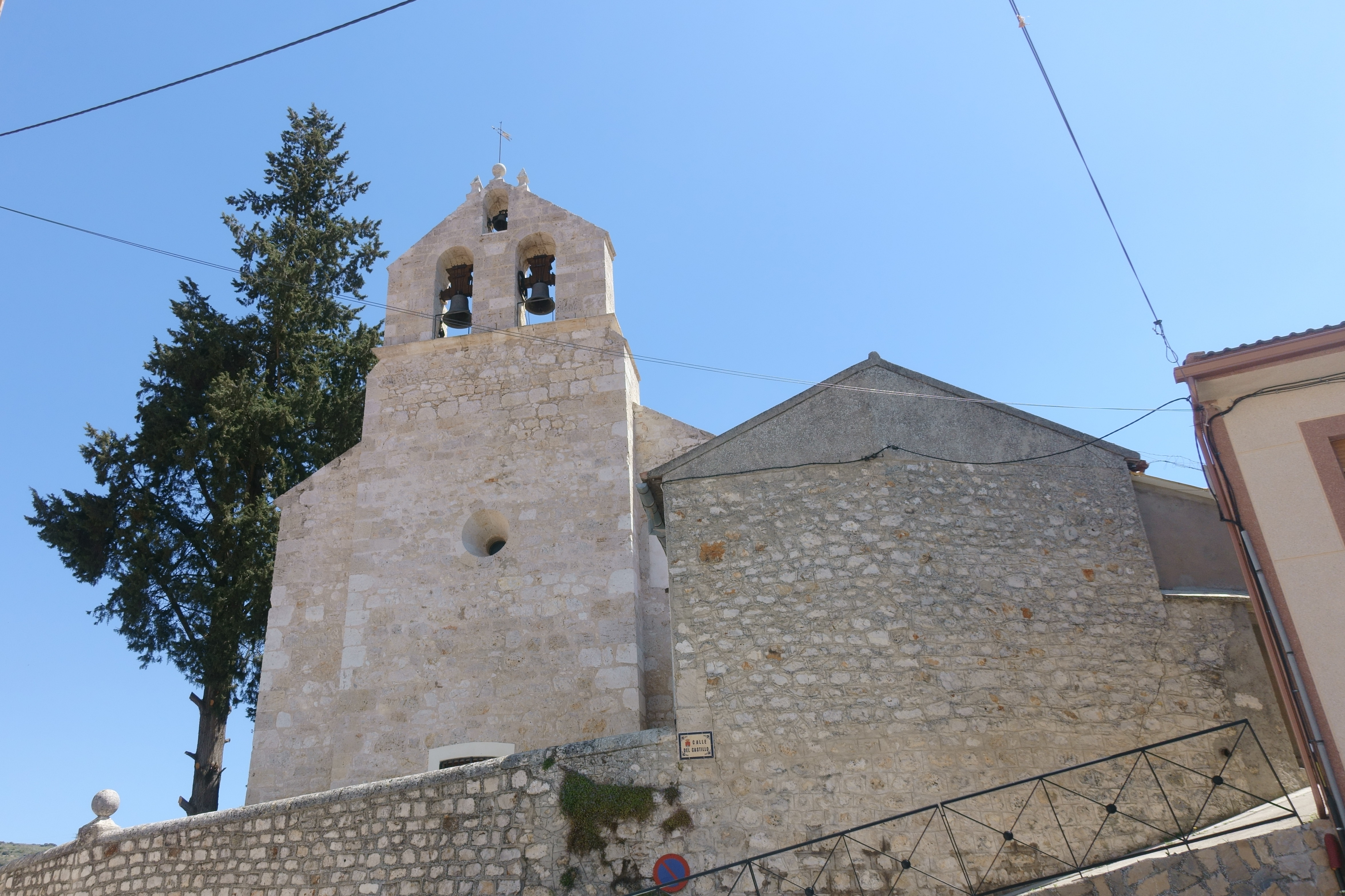
Iglesia de Santa María del Castillo

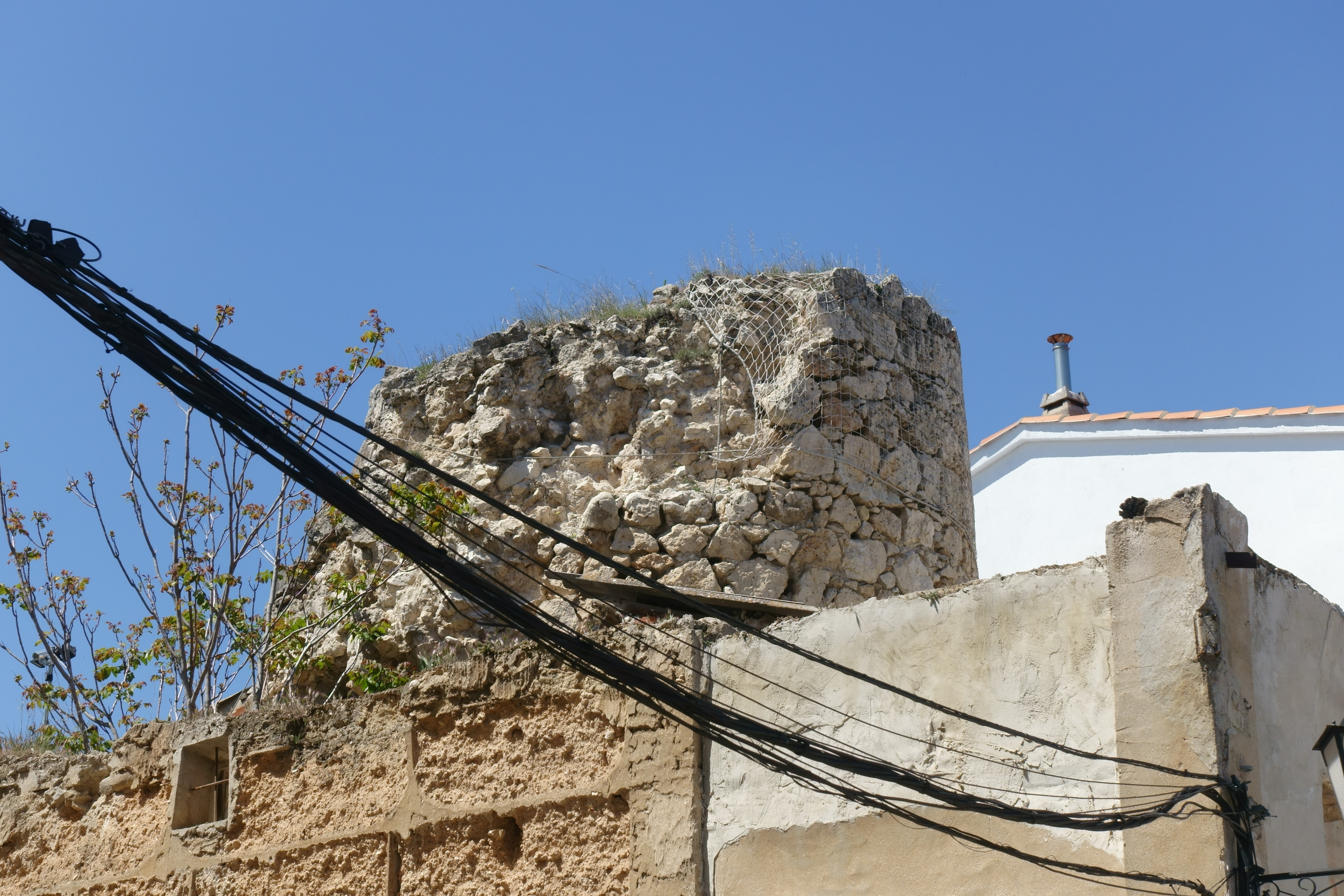
Restos del castillo

El municipio cuenta con nueve líneas de autobús, teniendo conexión directa con Madrid cuatro de ellas; tres en la Ronda de Atocha y una en la estación de Conde de Casal. También hay cuatro líneas que prestan servicio a otros pueblos situados fuera de la Comunidad de Madrid, concretamente en las provincias de Guadalajara y Cuenca.
| Línea | Recorrido                                                                        | Operador     |
| ----- | -------------------------------------------------------------------------------- | ------------ |
| 322   | Arganda del Rey (Hospital) – Ambite                                              | ALSA         |
| 326   | Madrid (Conde de Casal) – Mondéjar - Driebes                                     | ALSA         |
| 330   | Morata de Tajuña > Isla Taray > Perales de Tajuña > Morata de Tajuña             | La Veloz     |
| 350A  | Arganda del Rey (Hospital) – Estremera                                           | Empresa Ruiz |
| 350B  | Arganda del Rey (Hospital) - Villarejo de Salvanés - Fuentidueña - Villamanrique | Empresa Ruiz |
| 350C  | Arganda del Rey (Hospital) – Belmonte de Tajo                                    | Empresa Ruiz |
| 351   | Madrid (Ronda de Atocha) – Estremera - Barajas de Melo                           | Empresa Ruiz |
| 352   | Madrid (Ronda de Atocha) - Villarejo - Fuentidueña - Tarancón                    | Empresa Ruiz |
| 353   | Madrid (Ronda de Atocha) – Villamanrique - Santa Cruz de la Zarza                | Empresa Ruiz |

## Símbolos
El escudo heráldico y la bandera que representan al municipio fueron aprobados oficialmente el 1 de julio de 1991. El escudo se blasona de la siguiente manera:

Escudo de gules, un castillo de oro, mazonado de sable y aclarado de azur, almenado y donjonado con un donjón, puesto sobre un monte de piedra en el que se ve un camino puesto sobre ondas de plata y azur. Surmontado de un báculo espiscopal y una cruz patriarcal de plata, puestas en aspa, y brochante sobre ellos una caldera jaquelada de oro y gules, gringolada de dos cabezas de sierpe de sinople. Al timbre, la corona real española.
Boletín Oficial del Estado nº 207 de 29 de agosto de 1991

La descripción textual de la bandera es la siguiente:

Bandera de proporción 2:3, de color amarillo con una faja verde de un quinto de su anchura; y brochante al centro el escudo municipal en sus colores, timbrado de la corona real española.
Boletín Oficial del Estado nº 207 de 29 de agosto de 1991

## Educación
En Perales de Tajuña hay una guardería pública y un colegio público de educación infantil y primaria.

## Fiestas
San Blas. El día 3 de febrero Perales celebra la fiesta de su patrón, por la mañana se realiza una función religiosa en honor al Santo en la que se bendicen las cintas del Santo que tradicionalmente se colocan en el cuello. Tras la misa se realiza el tradicional cocido y posteriormente un bingo en una carpa montada para ese día. 
Semana Santa. El Viernes de Dolores se realiza un viacrucis por las calles con la imagen del crucificado. El Domingo de Ramos se realiza la procesión de las palmas, donde los niños se visten de hebreos y van con sus palmas hasta la iglesia para que sean bendecidas. El Jueves Santo salen el procesión Jesús atado a la columna junto a la Virgen de la Soledad. El Viernes Santo se realiza la procesión del silencio donde salen la Cruz desnuda, el Cristo Yacente y la Virgen de la Soledad. En la noche de pascua se realiza la vigilia pascual y en la mañana del Domingo de Resurrección salen en procesión Jesús resucitado y la Virgen del Castillo para posteriormente celebrar la misa de pascua. 
San Isidro Labrador. El día 15 de mayo Perales celebra la fiesta de otro de sus patrones, San Isidro Labrador. Por la mañana se lleva a cabo la misa del Santo para que al finalizar se traslade la imagen desde la iglesia de Ntra. Sra. del Castillo hasta la plaza de la constitución, allí la imagen será llevada hasta la pradera con su nombre en una carroza adornada previamente y acompaña por las mises y los místeres de las fiestas. Ya en la pradera los vecinos disfrutan de la paella y de un día en el campo. Tras acabar el día el Santo es devuelto a la iglesia. 
Fiestas patronales. Durante aproximadamente una semana del mes de agosto los peraleños disfrutan de sus fiestas patronales en honor a su patrona, la Virgen del Castillo. Una semana que inicia el día 13 de agosto con la coronación de mises y místeres que da comienzo a una semana llena de festejos taurinos, actos lúdicos y religiosos. El 14 de agosto se celebra la tradicional ofrenda a la Virgen, y posteriormente la pólvora, que tiene lugar en torno a medianoche. El día central es el 15 de agosto día en que se celebra a la patrona de perales. La mañana de ese día la banda de música hace una diana floreada y da comienzo la misa mayor. Ya por la tarde la imagen de la Virgen del Castillo sale sobre su carroza a recorrer las calles de la localidad. Tal y como marca la tradición, el 16 de agosto tienen comienzo las actividades taurinas, siendo este día el primer encierro de las fiestas patronales en esta localidad. Otra de las actividades lúdicas más características de las fiestas, es el día de las peñas, donde las peñas (grupos de amigos) se disfrazan por grupos y recorren el pueblo acompañados de una charanga. Durante el recorrido se puede disfrutar de bebida y comida para los asistentes, organizado por las propias peñas del pueblo. Las fiestas finalizan en torno al día 20-21 con un espectáculo taurino y la traca de fin de fiestas.